# Stephen Conroy
Stephen Conroy (ur. 18 stycznia 1963 w Ely) – australijski polityk, członek Australijskiej Partii Pracy (ALP), w gabinecie Julii Gillard pełni funkcję ministra ds. szerokopasmowego Internetu, komunikacji i gospodarki cyfrowej.

## Życiorys
Urodził się w Anglii, gdzie oboje jego rodzice służyli w armii. Gdy miał 10 lat, rodzina przeniosła się do Australii i zamieszkała w Canberze. Ukończył studia ekonomiczne na Australian National University. Następnie został doradcą kilku polityków ALP. Później przeprowadził się do Melbourne, gdzie przez pewien czas pracował jako etatowy działacz związku zawodowego, zasiadał także w radzie jednej z dzielnic.
W 1996 został wybrany do Senatu jako jeden z przedstawicieli stanu Wiktoria. W 1998 został powołany do labourzystowskiego gabinetu cieni, w którym zasiadał przez kolejne dziewięć lat. Conroy uważany jest za jednego z liderów prawego skrzydła ALP. W roku 2006 popadł w ostry konflikt z częścią starszych, zasłużonych działaczy (szczególnie mocno starł się z nim Simon Crean) po tym, jak w partyjnych prawyborach poprzedzających wybory do Izby Reprezentantów próbował przeforsować grupę młodszych polityków, którzy mieli zastąpić lewicową starą gwardię. Po zwycięstwie partii w tych wyborach i objęciu władzy przez ALP, został powołany w skład gabinetu.
Conroy i jego żona przez wiele lat bezskutecznie starali się o dziecko. Ponieważ małżonka polityka nie mogła sama zajść w ciążę, nawet przy pomocy metody in vitro, w 2006 z pomocą przyszły państwu Conroy ich dwie przyjaciółki. Jedna z nich użyczyła swojej komórki jajowej, która została sztucznie połączona z plemnikiem senatora. Druga zgodziła się nosić ciążę i urodzić dziecko.